# Urluiești, Argeș
Urluiești este un sat în comuna Cepari din județul Argeș, Muntenia, România.